# La fille du puisatier
La Fille du puisatier es una película francesa de drama y romance, que fue estrenada el 20 de abril de 2011. En su reparto figuran Daniel Auteuil, Kad Merad, Sabine Azéma, Jean-Pierre Darroussin, Nicolas Duvauchelle y Àstrid Bergès-Frisbey.
Es una versión de la película del mismo título escrita y dirigida por Marcel Pagnol en 1940.

## Visión general

### Sinopsis
Atravesando los campos para llevar el almuerzo a su padre, Patricia conoce a Jacques. Ella tiene dieciocho años, el veintiséis. Ella es bella y con buenos modales; él es un guapo piloto de caza. Días después Jacques es enviado al frente y Patricia espera un niño de este encuentro.